# Герман фон Зальм
Герман (нем. Hermann von Salm, фр. Hermann de Salm; 1040/1050 — 28 сентября 1088) — граф Зальма с 1059, антикороль Германии в 1081—1088. Противник Генриха IV и сторонник папы Григория VII в борьбе за инвеституру. С большой долей вероятности происходил из Люксембургской ветви Вигерихидов, по устоявшейся версии считается, что он был вторым сыном Гизельберта, графа Люксембурга. Основатель владетельного рода Зальмов.

## Биография

### Правление
После гибели отца в 1059 году, Герман унаследовал графство Зальм, а его старший брат, Конрад I, стал графом Люксембурга. В то время резиденцией Германа был замок в Айслебене.
В марте 1080 года папа римский Григорий VII в очередной раз отлучил короля Германии и императора Священной Римской империи Генрих IV, который выдвинул в качестве кандидата на папский престол архиепископа Виберта из Равенны, взявшего имя Климент III. Предшественник Германа, Рудольф Швабский, умер от ран, полученных в сражении в октябре 1080 года в борьбе с Генрихом.
В то время как Генрих IV находился в то время в Северной Италии, Герман был избран в противовес Генриху IV вторым антикоролём Германии 6 августа 1081 года в Оксенфурте дворянством Саксонии и Швабии, с тем условием, чтобы выборы епископов были свободны, а королевский сан ни в каком случае не был бы наследственным. Зигфрид I, архиепископ Майнца, короновал Германа в Госларе 26 декабря того же года. Гражданская война продолжалась. 
Сфера влияния Германа Зальмского была ограничена в пределах Саксонии, так как его союзниками были только знатные дворяне из Саксонии и Швабии. Даже влиятельные его родственники, правившие всем графством Люксембург остались верными императору. Герман не был значительным лицом в Германии, а также он не обладал такой властью, как Рудольф Швабский, что позволяло Генриху укреплять свои позиции. 
Попытка Германа предпринять поход в Италию, собрав войско и переправив его через Дунай, не состоялась после смерти его главного союзника Оттона Нортхеймского, герцога Баварии. После смерти последнего влияние Германа Зальмского сильно ослабло. Это позволило стороннику императора герцогу Швабии Фридриху I укрепить контроль над Швабией, а герцог Саксонии Магнус примирился с императором.
Когда Генрих вторгся в 1085 году с армией в Саксонию, Герман бежал в Данию, но вскоре вернулся. При поддержке герцога Баварии Вельфа IV он 11 августа 1086 года победил императора в битве при Блейсфилде (Плейхфельде) на реке Майн и овладел Вюрцбургом. Однако влияние Германа по-прежнему оставался низким, и он никогда не представлял опасности для Генриха.

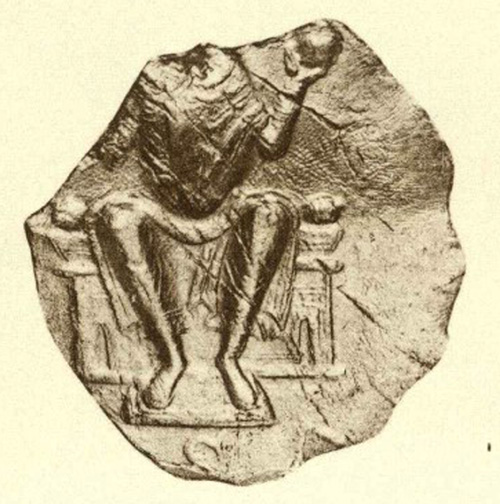
Фрагмент королевской печати Германа фон Зальма

В 1088 году, после разрыва союза с Саксонией, Герман I покинул Германию и отправился в Лотарингию, где и скончался вскоре в замке Кохем. Он был похоронен в Меце. После его смерти, маркграф Мейсена Экберт II попытался продолжить борьбу с императором. Он не смог поднять восстание, и император Генрих IV полностью усмирил мятеж. 
Старший сын Германа I, Герман II, стал графом Зальма, а другой сын, Оттон I, был некоторое время пфальцграфом Рейна.

### Брак и дети
Жена: София (ок. 1050/1055 — после 1088), возможно - дочь Мегинхарда IV, графа Формбаха. Детьми от этого брака были:
- Герман II (ок. 1075—1136) — граф Зальма с 1088
- Оттон I (ок. 1080—1150) — пфальцграф Рейна в 1140
- Дитрих (упом. 1095)